# Тимьян Кочи
Тимьян Кочи, или Тимьян Кочиев (лат. Thymus kotschyanus) — многолетний полукустарник, вид рода Тимьян (Thymus) семейства Яснотковые (Lamiaceae).
Встречается на Ближнем Востоке и в Закавказье. Растёт на сухих горных склонах до субальпийских высот.

## Биологическое описание
Полукустарничек с восходящими сильно разветвлёнными стеблями высотой до 25 см; цветоносные ветви высотой 8—18 см.
Листья черешковые, яйцевидные или яйцевидно-треугольные, длиной 8—14 мм, шириной 4—7 мм. Пластина листа с тупой верхушкой, плотная, кожистая.
Соцветие головчатое. Чашечка узкоколокольчатая, длиной 4—5 мм. Венчик белый, длиной 6—7 мм

## Значение и применение
Выход эфирного масла из надземной части растения 0,25—0,85 %. В эфирном масле растений, собранных на Кавказе, содержится 24,88 % эфиров, 19,55 связанных спиртов, 63,68 % свободных спиртов. Главной составной частью масла является тимол (52 %), в него входят также гераниол и цитронеллол.
Надземная часть растения и листья используются в качестве пряности.

## Классификация

### Таксономия
|  |                                      |  |                                                             |                                                             |                      |  | ещё 21 семейство (согласно Системе APG II) | ещё 21 семейство (согласно Системе APG II) |                           |  |  |  | еще 81 род    | еще 81 род      |  |  |
|  |                                      |  |                                                             |                                                             |                      |  | ещё 21 семейство (согласно Системе APG II) | ещё 21 семейство (согласно Системе APG II) |                           |  |  |  | еще 81 род    | еще 81 род      |  |  |
|  |                                      |  |                                                             | порядок Ясноткоцветные                                      |                      |  |                                            |                                            | подсемейство Котовниковые |  |  |  |               | вид Тимьян Кочи |  |  |
|  |                                      |  |                                                             | порядок Ясноткоцветные                                      |                      |  |                                            |                                            | подсемейство Котовниковые |  |  |  |               | вид Тимьян Кочи |  |  |
|  | отдел Цветковые, или Покрытосеменные |  |                                                             |                                                             | семейство Яснотковые |  |                                            |                                            | род Тимьян                |  |  |  |               |                 |  |  |
|  | отдел Цветковые, или Покрытосеменные |  |                                                             |                                                             |                      |  |                                            |                                            |                           |  |  |  |               |                 |  |  |
|  |                                      |  | ещё 44 порядка цветковых растений (согласно Системе APG II) | ещё 44 порядка цветковых растений (согласно Системе APG II) |                      |  |                                            | еще 7 подсемейств                          | еще 7 подсемейств         |  |  |  | ещё 213 видов |                 |  |  |
|  |                                      |  |                                                             | ещё 44 порядка цветковых растений (согласно Системе APG II) |                      |  |                                            |                                            | еще 7 подсемейств         |  |  |  |               |                 |  |  |